# Timothy J. Carter
Timothy Jarvis Carter (* 18. August 1800 in Bethel, Massachusetts; † 14. März 1838 in Washington, D.C.) war ein US-amerikanischer Politiker. Zwischen 1837 und 1838 vertrat er den Bundesstaat Maine im US-Repräsentantenhaus.

## Werdegang
Timothy Carter wurde im Jahr 1800 in Bethel geboren, das damals noch zu Massachusetts gehörte und 1820 Teil des neu geschaffenen Staates Maine wurde. Er besuchte die öffentlichen Schulen seiner Heimat. Nach einem anschließenden Jurastudium in Northampton und seiner 1826 erfolgten Zulassung als Rechtsanwalt begann er in Rumford in diesem Beruf zu praktizieren. Im Jahr 1827 zog er nach Paris (Maine), wo er ebenfalls als Anwalt arbeitete.
Im Jahr 1833 war er bei der Verwaltung des Senats von Maine angestellt. Zwischen 1833 und 1837 war Carter Bezirksstaatsanwalt. Politisch wurde er Mitglied der Demokratischen Partei. Bei den Kongresswahlen des Jahres 1836 wurde er im fünften Wahlbezirk von Maine in das US-Repräsentantenhaus in Washington gewählt, wo er am 4. September 1837 sein neues Mandat antrat. Dieses konnte er aber nur bis zu seinem Tod zum 14. März 1838 ausüben. Er wurde auf dem Kongressfriedhof in der Bundeshauptstadt Washington beigesetzt.